# Tạ Hiền
Tạ Gia Ngọc (tiếng Trung: 謝家鈺, tiếng Anh: Tse Ka-yuk), thường được biết đến với nghệ danh Tạ Hiền (tiếng Trung: 謝賢, tiếng Anh: Patrick Tse Yin, sinh ngày 15 tháng 9 năm 1936), là một nam diễn viên và cựu nhà làm phim người Hồng Kông.

## Phim
Tạ Hiền bắt đầu sự nghiệp của ông vào thập niên 1950 và hoạt động tích cực trong ngành giải trí suốt 40 năm. Vào thập niên 1990 ông giải nghệ di dân đến Canada. Năm 1999 ông quay lại đóng phim, bộ phim cuối cùng của ông là Colour of the Truth năm 2003.
Tạ Hiền kết hôn lần đầu tiên với nữ diễn viên Đài Loan Chân Trân năm 1974 và ly dị năm 1978. Người vợ thứ hai của ông là nữ diễn viên Hồng Kông Deborah Địch Bá Lạp. Ông và Địch Bá Lạp có hai người con là Nicholas Tạ Đình Phong và Jennifer Tạ Đình Đình. Sau khi nghỉ hưu Tạ Hiền và gia đình chuyển sang sinh sống ở Vancouver, Canada. Sau đó, gia đình ông trở lại Hồng Kông. Ông và người vợ thứ hai Địch Bá Lạp đã ly dị vào năm 1996.

### phim điện ảnh（phim truyền hình dài tập）
| năm  | tên phim                                | vai                             | Bạn diễn                                                                                     |
| 1978 | Tiêu Thập Nhất Lang                     | Tiêu Thập Nhất Lang             | Lý Tư Kỳ、Hoàng Thục Nghi                                                                    |
| 1979 | Thiên Hồng                              | Đồ Nhật Thiên                   | Uông Minh thuyền                                                                             |
| 1980 | Ly Biệt Câu                             | Thích Thanh Vân                 |                                                                                              |
| 1980 | Thiên Vương Chi Vương                   | La Tứ Hải                       | Uông Minh tuyền、Nhậm Đạt Hoa 、Dương Quần                                                   |
| 1980 | Thượng Hải Than Tục Tập                 | Thích Vân Chí                   | Hoàng Thục Nghi 、Lữ Lương Vỹ                                                                |
| 1981 | Tình Mê                                 | Vy Văn Hãn                      |                                                                                              |
| 1981 | Thiên Vương Quần Anh Hội                | Đồ Nhất Tiếu                    | Châu Nhuận Phát                                                                              |
| 1981 | Hồng Nhan                               | Vạn Thế Hoa                     |                                                                                              |
| 1982 | Thiên Long Bát Bộ]                      | Đoàn Chính Thuần]               | Lương Gia Nhân、Hoàng Hạnh Tú                                                                |
| 1982 | Vạn Thủy Thiên Sơn                      | Nguyễn Đình Thâm                | Uông Minh Thuyền                                                                             |
| 1983 | Tái Kiến Thập Cửu Tuế                   | Phùng Ước Lễ                    | Lý Tư Kỳ                                                                                     |
| 1983 | Anh Hùng Xa Điêu Thiết Huyết Đan Tâm    | Dương Thiết Tâm                 | Lý Tư Kỳ                                                                                     |
| 1984 | Thu Cẩn                                 | Vương Đình Quân                 |                                                                                              |
| 1985 | Võ Lâm Thế Gia                          | Phương Tồn Tín                  | Trương Quốc Vinh、Trương Mạn Ngọc、Trương Lôi                                                |
| 1985 | Tuyết Sơn Phi Hồ                        | Mưu Nhân Phụng/Mưu Gia Vân      | Tăng Hoa Thiên、[[Thích Mỹ Trân]、Thích Mỹ Trân、Tăng Giang                                  |
| 1986 | Trân Mệnh Thiên Tử                      | Trương Lương                    | Lưu Đức Hoa、Lam Khiết Anh、Lưu Đan                                                          |
| 1986 | Hoàng Đại Tiền                          | Phi Long Thái Tử                | Trịnh Thiếu Thu、Lê Mỹ Nhàn、Trang Tĩnh Nhi、鄧Đặng Thụy Văn、Âu Dương Bội San、Trần Tú Châu |
| 1986 | Tiết Cương Phản Đường                   | Tiết Đinh San                   | Lưu Thanh Vân、Lưu Mỹ Quyên、Quan Lễ Kiệt、Ngô Trấn Vũ                                       |
| 1986 | Anh Hùng Cố Sự                          | Đồng Cương                      | Vạn Tử Lương、Lam Khiết Anh、Lê Mỹ Nhàn                                                      |
| 1987 | Ẩm Mã Giang Hồ                          | Thường Quảng Nguyên             | Quan Lễ Kiệt、Âu Dương Bội San、Âu Thụy Vĩ、Lưu Mỹ Quyên、Thiệu Mỹ Kỳ                        |
| 1988 | Lưu Trú Minh Thiên                      | Lạc Văn Hiên                    | Trần Đình Oai、Cung Từ Ân                                                                    |
| 1996 | Bến Thượng Hải Tranh Bá Dồ Long         | Long Tứ                         | Mễ TuyếtDương Cung Như、Lưu Tùng Nhân、Cung Tuyết Hoa                                        |
| 2017 | Đỗ Thành Quần Anh Hồi Ván Bài Định Mệnh | Hướng Vô Danh                   | Xa Thi Mạn、Mã Quốc Minh、Huỳnh Hạo Nhiên                                                    |
| 2020 | Bằng Chứng ThépIV                       | Long Triệu Thiên(Đại Long Sinh) | Mễ Tuyết                                                                                     |